# Clas Hansson Swant
Clas Hansson Swant (Swart), död 1681 i Stockholm, var en amiralitetsbildhuggare.

## Biografi
Clas Hansson Swant var son till bildhuggaren Hans Swant och gift med Anna Jacobsdotter Brick samt far till Jacob Swant. Han utbildades till bildhuggare av sin far och troligtvis var det han eller fadern som snidade ornamenten till de fartyg som i mitten av 1600-talet byggdes i Göteborg för kronans räkning av skeppsbyggmästaren Francis Sheldon. Bland skeppen märks Riksäpplet som har fragment av sin akterspegelutsmyckning bevarade vid Sjöhistoriska museet. Han utförde även snidade ornament till fregatten Postryttaren, en turkisk galär och ornament till Carl Gustaf Wrangels jakt. När skeppsbyggeriverksamheten upphörde i Göteborg 1666 flyttades varvspersonalen till Stockholm och från 1677 var Swant kontrakterad vid Skeppsholmsvarvet.